# رایانه شخصی
رایانهٔ شخصی (به انگلیسی: Personal computer) (اختصاری PC) رایانه‌ای همه‌کاره است که از نظر اندازه و قابلیت‌ها و قیمت به‌گونه‌ای ساخته شده که برای استفادهٔ شخصی مناسب بوده و قرار است که کاربر نهایی از آن استفاده کند. تعریف رایانه در دانشنامه بریتانیکا]</ref> این نوع رایانه‌ها با مدل‌هایِ پردازش دسته‌ای و اشتراک زمانی متفاوت است که برای کار عده‌ای فراوان و تولید رایانه‌های بزرگ و کوچک استفاده می‌شود.
برنامه‌هایی که روی بیشتر رایانه‌ها نصب می‌شود شامل واژه‌پرداز، صفحه گسترده، پایگاه داده‌ها، مرورگر وب، کلاینت ایمیل، بازی رایانه‌ای و ده‌ها برنامهٔ دیگر که برای استفاده‌های خاص استفاده می‌شود. رایانه‌های شخصی امروزی معمولاً به اینترنت متصل هستند که به آن‌ها اجازهٔ دسترسی به وب جهان‌گستر و منابع موجود در آن را می‌دهد. این رایانه‌ها همچنین می‌توانند از طریق سیم یا بی‌سیم به شبکه‌های محلی متصل شوند. رایانه‌های شخصی خود شامل رایانه رومیزی، لپ‌تاپ، نت‌بوک و تبلت می‌شود.
صاحبان رایانه‌های شخصی اولیه معمولاً مجبور بودند نرم‌افزارهای مورد نیازشان را تولید کنند. رایانه‌های آن‌ها در ابتدا حتّی سیستم‌عامل هم نداشت. این رایانه‌ها نیاز به راه‌اندازهای دستی داشتند که برنامه‌های نوشته‌شده را از روی ذخیره‌سازهای خارجی (مانند دیسکت‌ها) بارگذاری کنند. بعد از مدّتی، راه‌اندازی از روی حافظه‌های فقط‌خواندنی به‌صورت گسترده‌ای رایج شد. کاربران امروزی رایانه‌های شخصی به طیف وسیعی از نرم‌افزارهای تجاری، رایگان‌افزار و نرم‌افزارهای متن‌باز دسترسی دارند که به‌صورت آماده-برای-اجرا و آماده-برای-ترجمه موجود هستند. نرم‌افزارهای رایانه‌های شخصی مانند بازی‌های ویدئویی معمولاً توسط شرکت‌های تولیدکننده سخت‌افزار و سیستم‌های عامل تولید می‌شود و نرم‌افزارهای تلفن‌ها و سیستم‌های همراه توسط یک فروشگاه آنلاین تأیید و پخش می‌شود.
از اوایل دهه ۱۹۹۰ میلادی، سیستم‌عامل‌های شرکت مایکروسافت (در ابتدا ام‌اس-داس و بعدها ویندوز) به‌همراه سخت‌افزار شرکت اینتل تقریباً تمام بازار رایانه‌های شخصی را در دست داشتند. رقبای مشهور دیگر سیستم‌عامل ویندوز شامل سیستم‌عامل مک اواس شرکت اپل و سیستم‌عامل‌های متن‌باز و آزاد شبه یونیکس مانند لینوکس و بی‌اس‌دی هستند. شرکت ای‌ام‌دی نیز اصلی‌ترین رقیب پردازنده‌های مرکزی اینتل را تولید می‌کند. به‌دلیل حضورِ فراگیر سیستم‌عامل مایکروسافت در کنار این سخت‌افزارها به عنوان سکو، اصطلاح «PC» یا «رایانه شخصی» معمولاً به سیستم‌های سازگار با معماری X86 گفته می‌شود که سیستم‌عامل ویندوز روی آن‌ها نصب شده است. در مقابل، سیستم‌های شرکت اَپِل مکینتاش نامیده می‌شود.
مینی پی سی یا مینی کامپیوتر به سیستم های کامپیوتری با ابعاد بسیار کوچکی گفته می‌شود که توانایی برابر با کامپیوتر های دسکتاپ معمولی داشته اما اندازه آنها بسیار کوچکتر و درگاه های ارتباطی بیشتری دارند. برای اطلاع بیشتر از انواع مینی پی سی و کاربردهای گسترده آن به مقاله مینی کامپیوتر چیست نگاه کنید.

## تاریخچه
در سال ۱۹۷۵، اد رابرتس رایانهٔ التیر ۸۸۰۰ را اختراع کرد. التیر ۸۸۰۰ اولین رایانهٔ شخصی در جهان است. پس از آن رایانه‌های شخصی با استفاده از پردازنده اینتل و سیستم عامل ویندوز بسیار رایج شدند که به اختصار به این نوع رایانه‌ها وینتل (به انگلیسی: Wintel) گفته می‌شود.

## انواع

### ثابت

#### ایستگاه کاری

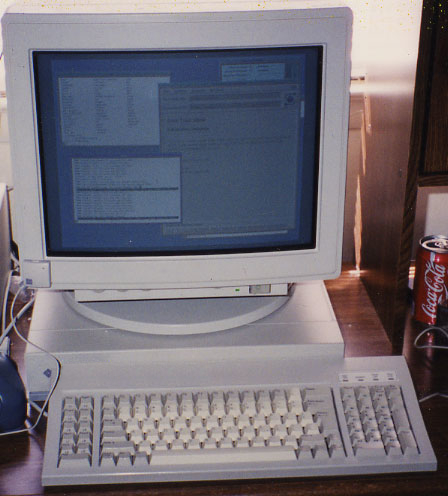
ایستگاه کاری اسپارک‌استیشن محصول شرکت سان در دهه ۱۹۹۰ دارای پردازنده مرکزی ۲۵ مگاهرتزی ریسک

ایستگاه کاری یک رایانه به‌روز است که برای استفاده‌های تکنیکی، ریاضیاتی یا علمی طراحی شده‌است. این رایانه‌ها که در ابتدا برای سرویس‌دهی هم‌زمان تنها با یک کاربر ایجاد شده بودند، امروزه معمولاً به شبکه‌های محلی متصل هستند و سیستم‌عامل‌های چندکاربره روی آن‌ها نصب می‌شود. این ایستگاه‌ها وظایفی مانند طراحی به کمک رایانه، پیش‌نویس و مدل‌سازی، محاسبات سنگین علمی و ریاضیات مهندسی، پردازش تصویر، مدل‌سازی معماری و گرافیک رایانه برای ساخت انیمه و جلوه‌های ویژه را برعهده دارند.

#### رایانه رومیزی

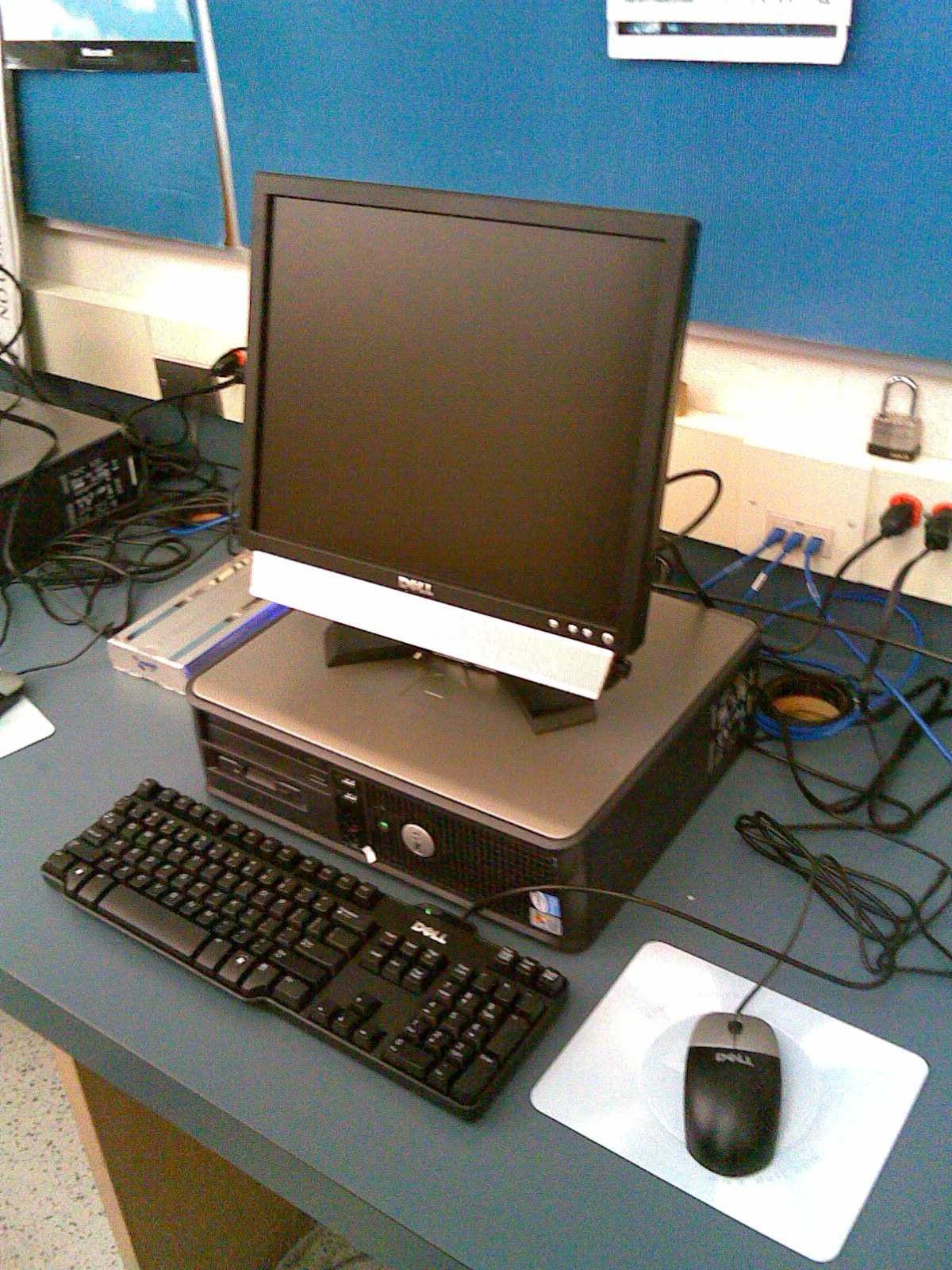
رایانه رومیزی اوپتی‌پلکس محصول شرکت دل

قبل از گسترش استفاده از PCها، رایانه‌ای که روی میز تحریر جا می‌شد، بسیار کوچک به‌نظر می‌آمد. اما امروزه این عبارت به نوع خاصی از جعبه‌های رایانه اشاره دارد. رایانه‌های رومیزی در انواع مختلف از جعبه‌های بزرگ و ایستاده گرفته عرضه می‌شود تا در نسخه‌های کوچکِ در پشت نمایشگرهای LCD جا شود. در این مفهوم، کلمه «رومیزی» به جعبهٔ افقی گفته می‌شود که معمولاً نمایش‌گری روی آن قرار گرفته و روی میز قرار داده می‌شود. بیشتر رایانه‌های رومیزی امروزی دارای صفحه‌کلید و نمایشگر جداگانه‌ای هستند.

##### رایانهٔ بازی
رایانهٔ بازی رایانه رومیزی استاندارد با تجهیزات قدرت‌مند و کارایی بالاست. از جمله ویژگی‌های این رایانه‌ها می‌توان به کارت گرافیک و پردازنده مرکزی قدرت‌مند و حافظه فراوان و سریع اشاره کرد. این سخت‌افزارها برای پاسخ‌گویی به نیازهای بازی‌های رایانه‌ای ضروری است که به آن‌ها "بازی‌های PC" نیز گفته می‌شود. تعدادی از شرکت‌ها مانند ایلینور، رایانه‌های بازیِ آماده و شرکت‌های ریزر و لاجیتک نیز موشواره‌ها، صفحه‌کلیدها و قطعات جانبی مخصوص بازی‌کُن‌ها را منتشر می‌کنند.

##### رایانهٔ یک‌قسمتی
رایانه‌های یک‌قسمتی (به انگلیسی: all-in-one PCs) زیرمجموعه‌ای از رایانه‌های رومیزی هستند که جعبه رایانه با نمایشگر را در یک بسته‌بندی قرار می‌دهند. در این نوع رایانه‌ها، نمایشگرها معمولاً صفحه لمسی بوده و موشواره و صفحه‌کلید جداگانه نیز در کنار آن‌ها موجود است. قطعات داخلی این نوع رایانه‌ها معمولاً در پشت نمایشگر قرار گرفته و مانند لپ‌تاپ ساخته می‌شود.

#### نت‌تاپ
نِت‌تاپ نوعی از رایانه‌های رومیزی است که شرکت اینتل در فوریهٔ سال ۲۰۰۸ میلادی معرفی کرد. این نوع رایانه‌ها با قیمت کم و قابلیت تاشو شناخته می‌شود. گونه‌ای مشابه از لپ‌تاپ‌ها نیز با عنوان نت‌بوک تولید شده‌اند. خط تولید این نوع رایانه‌ها با معرفی پردازنده‌های اینتل اتم همراه شد که به آن‌ها کمک می‌کرد تا برق کم‌تری مصرف کند و فضای کم‌تری اشغال نمایَد.

#### سینمای خانگی رایانه‌ای

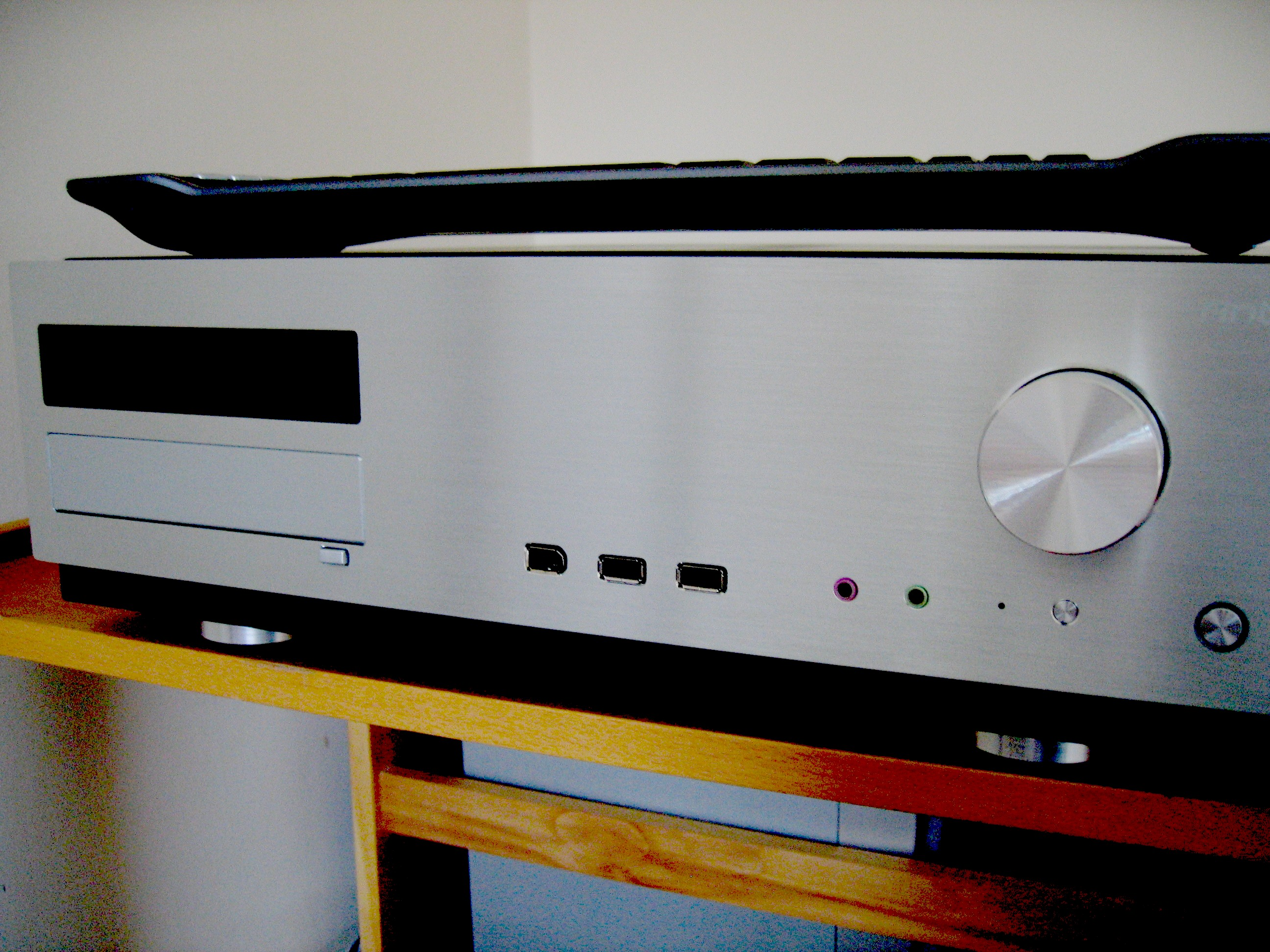
یک سینمای خانگی رایانه‌ای مدل فیوژن ۲ محصول شرکت انتک با صفحه‌کلیدی بر روی آن

یک سینمای خانگی رایانه‌ای دستگاهی است که از ادغام قابلیت‌های یک رایانه شخصی با یک دستگاه ضبط تصویر دیجیتال به‌وجود آمده‌است. این دستگاه به یک تلویزیون یا یک نمایشگر بزرگ متصل می‌شود و معمولاً به‌عنوان پخش‌کننده عکس، موسیقی، فیلم یا گیرنده تلویزیون و ضبط‌کننده استفاده می‌شود. به این سیستم‌های رایانه‌ای، سیستم رسانه‌ای (Media System) یا سرور رسانه (Media Server) نیز گفته می‌شود. هدف این سیستم‌ها عموماً بهره‌گیری از همه یا تعداد زیادی از امکانات سینماهای خانگی در یک دستگاه است. این دستگاه‌ها را می‌توان به‌صورت از پیش تنظیم‌شده، با سخت‌افزارهای دلخواه و نرم‌افزارهای مطلوبی خریداری کرد که نیازهای تلویزیونی شما را در کنار یک رایانه رفع می‌کند. امروزه، این سیستم‌ها قابلیت اتصال به سرویس‌هایی را نیز دارند که به درخواست شما فیلم یا مجموعهٔ تلویزیونی را پخش می‌کند.

### قابل حمل

#### لپ‌تاپ

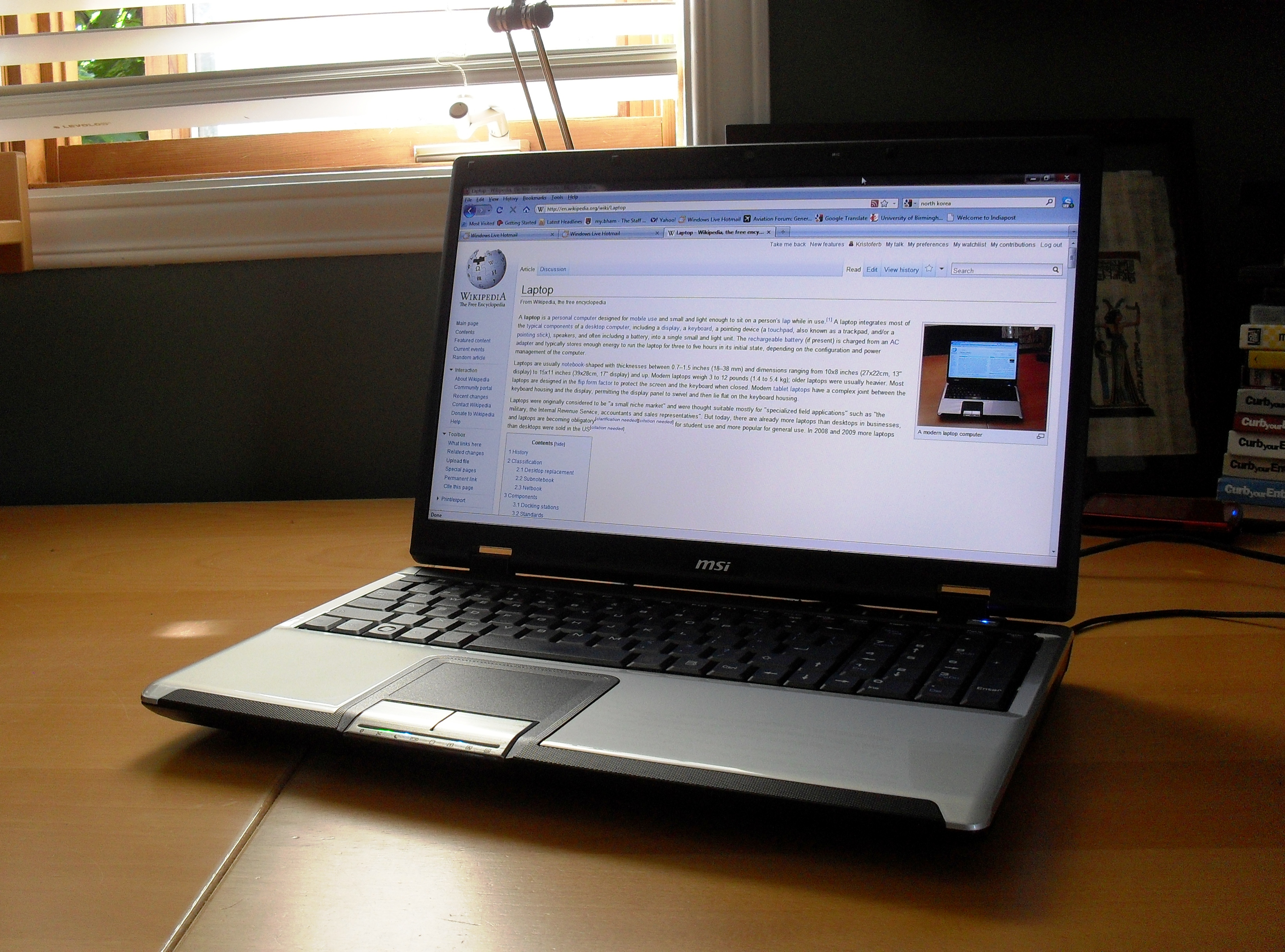
یک لپ‌تاپ امروزی

رایانه لپ‌تاپ یا به‌صورت کوتاه شده یک لپ‌تاپ، که به آن نوت‌بوک نیز گفته می‌شود. یک نوع رایانهٔ شخصی کوچک است که با هدف راحتی در جابه‌جایی طراحی شده‌است. معمولاً تمامی درگاه‌ها و قطعات مورد نیاز لپ‌تاپ‌ها مانند یواس‌بی (در گذشته درگاه موازی و سریال)، کارت‌های گرافیک، کانال‌های صوتی و … در درون یک بسته قرار می‌گیرد. این نوع رایانه‌ها دارای باتری‌های پرظرفیتی هستند که می‌توانند تا مدتی برق دستگاه را تأمین کنند. این امر در قابلیت جابه‌جایی لپ‌تاپ‌ها تأثیر به‌سزایی دارد. هنگامی که باتری لپ‌تاپ خالی می‌شود، نیاز است تا از طریق کابل برق مجدداً شارژ شود. برای دست‌یابی به وزن، حجم و مصرف برق کم‌تر این نوع رایانه‌های معمولاً حافظه تصادفی خود را در بین پردازنده مرکزی و پردازنده گرافیکی به اشتراک می‌گذارند. این امر به که کاهش کارایی آن‌ها به نسبت رایانه‌های رومیزی منجر می‌شود و به همین دلیل عموماً استفاده از رایانه‌های رومیزی معمولی برای انجام بازی‌های رایانه‌ای ترجیح داده می‌شود.
یکی از مشکلات اصلی لپ‌تاپ‌ها عدم ترفیع و بهبود سیستم نسبت به نسخهٔ اولیه است یا امکانات محدودی برای ارتقای انواع لپ‌تاپ بسته به سال تولید سخت‌افزار آن وجود دارد. این امر از اندازه و تنظیمات قطعات این دستگاه‌ها نشأت می‌گیرد. ترفیع قطعات داخلی یا مورد تأیید شرکت سازنده نیستند، که در صورت بی‌احتیاطی یا دانش ناکافی به لپ‌تاپ ضربه وارد می‌کند یا غیرممکن است. ترفیع برخی از قطعات داخلی مانند حافظه اصلی و دیسک سخت معمولاً به راحتی انجام می‌شود، در حالی که ترفیع نمایشگر و صفحه‌کلید معمولاً غیرقابل ترفیع هستند. لپ‌تاپ‌ها مانند رایانه‌های رومیزی می‌توانند از طریق درگاه یواس‌بی به قطعات خارجی بسیاری مانند صفحه‌کلید، موشواره، دوربین و … متصل شوند.

##### جایگزین رومیزی

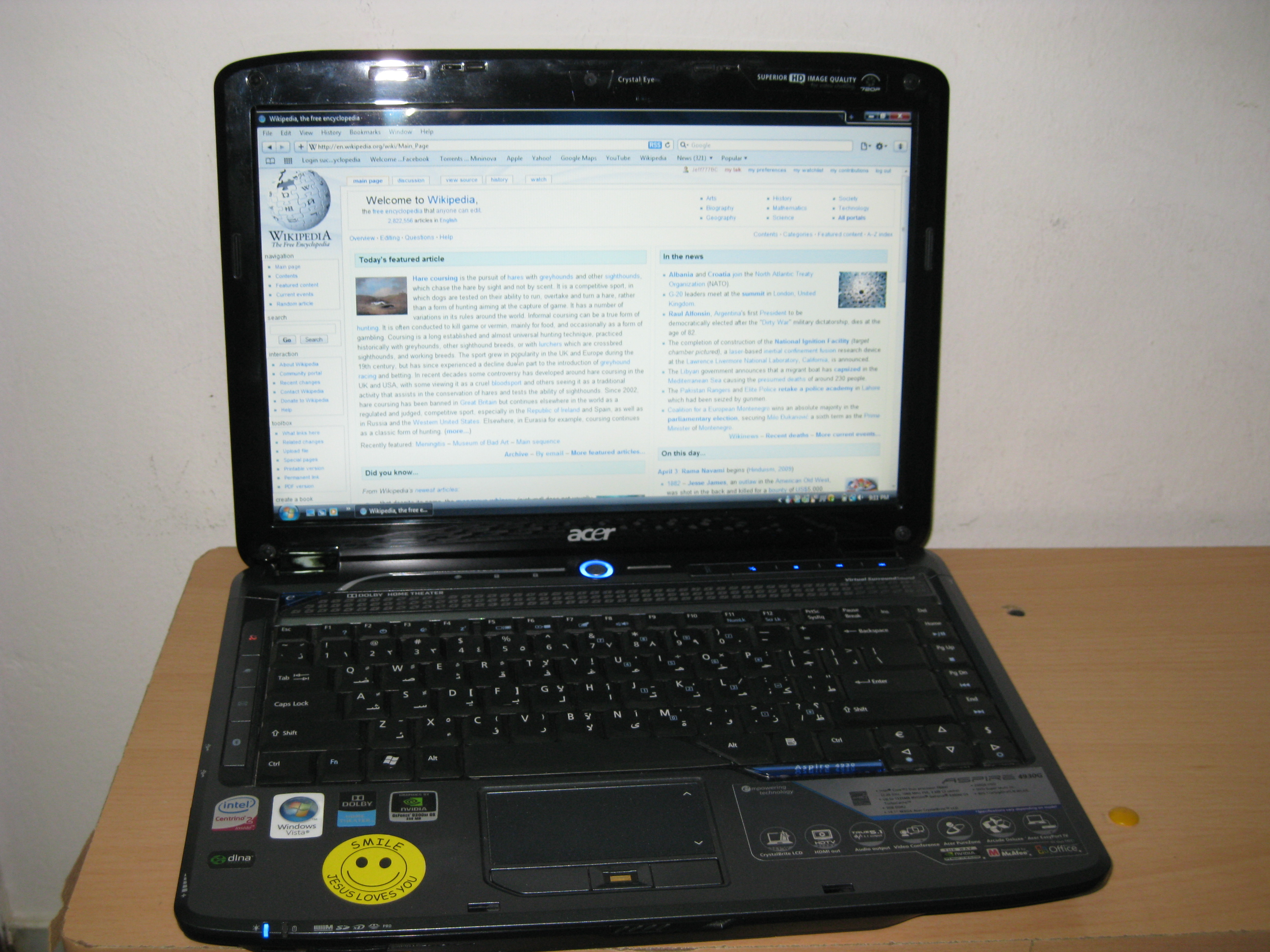
یک رایانهٔ جایگزین رایانه رومیزی تولید شرکت ایسر

یک رایانه جایگزین رایانه رومیزی (به انگلیسی: Desktop Replacement Computer) رایانه‌ای است که تمامی قابلیت‌های یک رایانه رومیزی داراست اما به‌صورت قابل حمل عرضه می‌شود. این نوع رایانه‌های عموماً لپ‌تاپ‌های بزرگ‌تر و سنگین‌تری هستند. از آن‌جایی که اندازه این نوع رایانه‌ها افزایش یافته‌است، قطعات پرقدرت‌تر و نمایشگرهای بزرگ‌تری در ساخت آن‌ها به‌کار می‌رود و باتری نیز قدرت باتری‌های لپ‌تاپ را نداشته و معمولاً ضعیف‌تر هستند و در مواردی باتری ندارند. بعضی از این رایانه‌ها برای بالا بردن بهره‌وری باتری، از قطعات محدودی از رایانه‌های رومیزی استفاده می‌کنند. رایانه‌های جایگزین رایانه رومیزی با عنوان دِسک‌نوت (به انگلیسی: Desknote) نیز شناخته می‌شود که از کلمات دسکتاپ (به معنی رومیزی) و نوت‌بوک (معادل لپ‌تاپ) ساخته شده‌است.

#### نت‌بوک

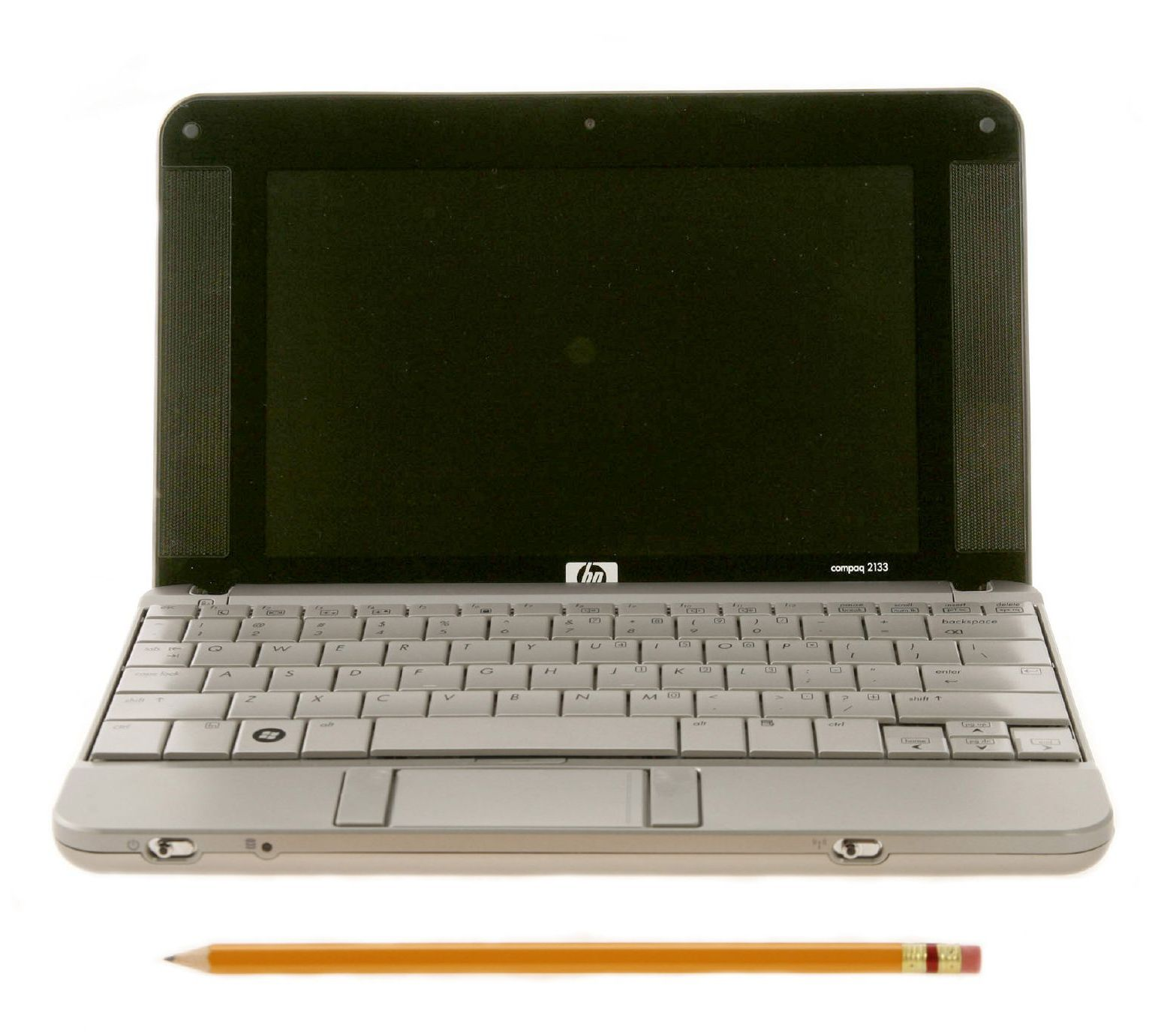
یک نت‌بوک محصول شرکت اچ‌پی که اندازه‌اش با یک مداد مقایسه شده‌است.

نِت‌بوک‌ها (به انگلیسی: Netbook) که با نام‌های لپ‌تاپ‌های کوچک یا ریز لپ‌تاپ نیز شناخته می‌شود، زیرمجموعه‌ای از لپ‌تاپ‌ها هستند که به‌عنوان لپ‌تاپ‌های کوچک‌تر، سبک‌تر و ارزان‌تر برای کاربردهای عمومی و دسترسی به برنامه‌های کاربردی وب عمل می‌کنند. نت‌بوک‌ها معمولاً در دسته‌بندی «دستگاه‌های همراه» قرار می‌گیرد. والتر موسبرگ این نوع رایانه‌ها را «یک دسته تقریباً جدید از لپ‌تاپ‌های کوچک، سبک، حداقلی و ارزان» نامید.
در ابتدا، ویژگی اصلی متمایزکننده این گونه رایانه‌ها نبود وجود دیسک‌گردان نوری بود که نیاز به یک دیسک‌خوان خارجی را ایجاد می‌کرد. کم‌کم با گذشت زمان و افزایش ظرفیت حافظه‌های فلش و جایگزین شدن این نوع حافظه‌ها به‌جای دیسک‌های نوری، از اهمیت این موضوع کاسته شد.
در زمان آغاز تولید، در اواخر سال ۲۰۰۷ میلادی (که لپ‌تاپ‌های کوچک برای وزن و هزینه کم بهینه می‌شد)، نت‌بوک‌ها شروع به حذف برخی از قابلیت‌های اصلی لپ‌تاپ‌ها (مانند دیسک‌گردان نوری)، قرار دادن نمایشگرها و صفحه‌کلیدهای کوچک‌تر کردند و رایانه‌هایی با قابلیت‌ها و کارایی کم‌تر ارائه دادند. در طول زمان، تکامل نت‌بوک‌ها، نمایشگرهای آن‌ها از اندازه کم‌تر از ۵ اینچ تا بیش از ۱۳ اینچ با وزنی در حدود یک کیلوگرم در حال تغییر بود. قیمت این گونه رایانه‌های معمولاً بسیار کمتر لپ‌تاپ‌ها بود تا جایی که در اواسط سال ۲۰۰۹ میلادی نت‌بوک‌ها در اِزای قرارداد اینترنت موبایل، به‌صورت رایگان در اختیار کاربران قرار می‌گرفت.
در همین دورهٔ کوتاه، ظهور نت‌بوک‌ها در اندازه و قابلیت‌ها پیشرفت کردند و به‌صورت لپ‌تاپ‌های کوچک‌تر و سبک‌تر درآمدند. در اواسط سال ۲۰۰۹ میلادی، CNET اعلام کرد که «ویژگی‌ها به‌قدری شبیه هم است که میانگین خریداران با این سؤال گیج می‌شود که چرا این بهتر از آن است» و اشاره کرد که «تنها نتیجه‌گیری این است که دیگر تفاوت فاحشی بین لپ‌تاپ و نت‌بوک وجود ندارد».

#### تبلت

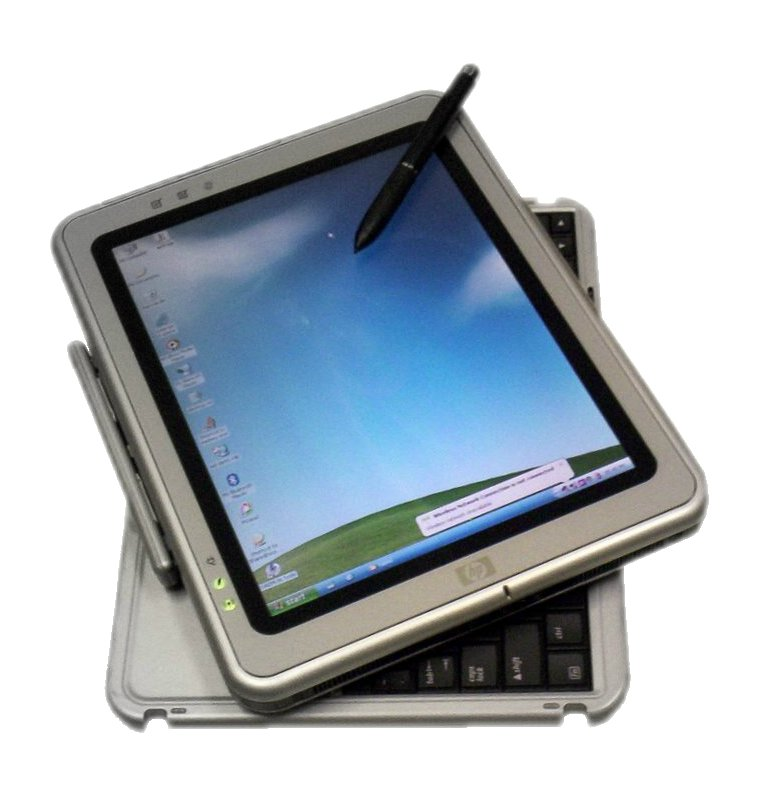
تبلت کامپک ساختهٔ شرکت اچ‌پی با صفحه‌کلید چرخشی و قابل جداسازی

تبلت نوعی از رایانه‌های شخصی قابلِ حمل است که روش استفاده از وسایل ورودی سنتی (مانند موشواره و صفحه‌کلید) را با نمایشگر صفحه لمسی جایگزین کرده‌است. بعضی از تبلت‌ها ممکن است که طراحی ترکیبی داشته باشند و به‌گونه‌ای که دارای صفحه‌کلید جداشدنی هستند، روی صفحه‌کلید قرار گرفته و قابلیت تا شدن را دارد.

#### رایانه کوچک
این دستگاه که به "مینی پی سی" نیز معروف است، یک رایانه کامل و بروز است که قابلیتهای یک کیس کامپیوتری را دارد ولی اندازه های آن بسیار کوچکتر است و حتی میتوان آن را پشت نمایشگر متصل کرد.در رایانه های کوچک از ماژول های حافظه از نوع قابل استفاده در لپ تاپ استفاده میشود و همچنین از پردازنده های سری BGA که در مراحل ساخت روی برد اصلی نصب میشود استفاده میشود. پردازنده های مورد استفاده در رایانه کوچک با انواعی که در لپ تاپ استفاده میشود مشابهت دارد. پردازنده میتواند از انواع ساخت شرکت Intel یا AMD و یا Apple باشد.
در انواع مرغوب رایانه های کوچک برای دفع حرارت پردازنده، به جای استفاده از فن خنک کننده، از بدنه های تمام آلومینیومی استفاده میشود. از مزایای استفاده از بدنه آلومینیومی میتوان به مصرف بسیار پایین انرژی، قابلیت روشن ماندن 24 ساعته و 7 روز هفته، مقاومت بالای بدنه دستگاه، کاملا ساکت و بدون نویز میتوان اشاره کرد.
مزایای گفته شده حتی رایانه کوچک را برای استفاده در صنایع به عنوان رایانه صنعتی مناسب میسازد. 
یک رایانه کوچک میتواند به انواع درگاه های ورودی و خروجی مانند رایانه شخصی مجهز باشد و یا میتوان در صورت لزوم با محدود و یا مدیریت کردن حافظه به عنوان تین کلاینت از آن استفاده کرد.

#### تین کلاینت
این دستگاه در محیط هایی که از شبکه رایانه ای استفاده میکنند، جایگزین کیس‌های کامپیوتری شده‌اند. تین کلاینت با وجود سخت افزار ضعیف تر از یک رایانه به روز، با استفاده از منابع پردازشی رایانه میزبان مرکزی (سرور) از جمله پردازنده، حافظه موقت و حافظه دائم، در یک شبکه مانند یک رایانه مستقل عمل میکنند. تین کلاینت دارای  رقیب اصلی کیس‌های آماده هستند به علت اینکه در ازای قیمت بسیار کمی که دارند مزایای بسیار بیشتری نسبت به کیس‌ها دارند. از اولین ویژگی‌های  تین کلاینت ها مصرف برق بسیار کمتر است. همچنین این دستگاه‌ها به صورت ۲۴ ساعته قابلیت روشن بودن را دارند بدون اینکه آسیبی به آن‌ها برسد. طراحی این دستگاه‌ها به گونه‌ای است که فضای بسیار کمی را اشغال می‌کنند و استفاده از آن باعث زیبایی محیط می‌شود. دیگر مزیت تین کلاینت‌ها کاهش هزینه‌های پشتیبانی است.
تین کلاینت یک نوع کامپیوتر کوچک بسیار محبوب است که به کاربران امکان می‌دهد با استفاده از سیستم‌های ساده‌تر، به برنامه‌ها و سرویس‌های پیچیده دسترسی پیدا کنند. این فناوری، مانند مینی کامپیوترها، به کاربران این امکان را می‌دهد که با سخت‌افزار ساده‌تر، به برنامه‌ها و سرویس‌های پیچیده دسترسی پیدا کنند. همچنین، می‌توان آن‌ها را به گونه‌ای تنظیم کرد که به عنوان  زیروکلاینت‌ها عمل کنند، به این معنی که تمامی پردازش‌ها و ذخیره‌سازی داده‌ها در سرورهای مرکزی انجام شود و کلاینت‌ها فقط به عنوان واسطی برای دسترسی به این سرورها عمل کنند.